# كارلي روز سونينكلار
كارلي روز سونينكلار (بالإنجليزية: Carly Rose Sonenclar)‏ (من مواليد 20 أبريل 1999) هي ممثلة ومغنية أمريكية. اشتهرت بعد مشاركتها في الموسم الثاني من مسابقة الغناء الأمريكية ذا إكس فاكتور حيث بلغت المرتبة الثاني في ديسمبر 2012.

## روابط خارجية
- كارلي روز سونينكلار على موقع IMDb (الإنجليزية)
- كارلي روز سونينكلار على موقع ميوزك برينز (الإنجليزية)
- كارلي روز سونينكلار على موقع قاعدة بيانات برودواي على الإنترنت (الإنجليزية)